# راچستر (حوزه سرشماری)، ورمانت
راچستر (به انگلیسی: Rochester) یک منطقهٔ مسکونی در ایالات متحده آمریکا است که در Rochester واقع شده‌است. راچستر ۱٫۶۷ کیلومتر مربع مساحت و ۲۹۹ نفر جمعیت دارد و ۲۶۵٫۱۸ متر بالاتر از سطح دریا واقع شده‌است.